# 773
Раннє Середньовіччя. У Східній Римській імперії триває правління Костянтина V. Більшу частину території Італії займає Лангобардське королівство, Рим і Равенна під управлінням Папи Римського, деякі області на півночі та на півдні належать Візантії. Карл Великий править Франкським королівством. Піренейський півострів, окрім Астурійського королівства, займає Кордовський емірат. В Англії триває період гептархії. Центр Аварського каганату лежить у Паннонії. Існують слов'янські держави: Карантанія та Болгарське царство.
Аббасидський халіфат займає великі території в Азії та Північній Африці. У Китаї править династія Тан. В Індії почалося піднесення імперії Пала. У Японії триває період Нара. Хазарський каганат підпорядкував собі кочові народи на великій степовій території між Азовським морем та Аралом. Територію на північ від Китаю займає Уйгурський каганат.
На території лісостепової України в VIII столітті виділяють пеньківську й корчацьку археологічні культури. У VIII столітті тривало швидке розселення слов'ян. У Північному Причорномор'ї співіснують різні кочові племена, зокрема булгари, хозари, алани, авари, тюрки, кримські готи.

## Події
- Отримавши в січні послання від Папи Римського Адріана I з проханням допомоги проти лангобардського короля Дезидерія, Карл Великий зібрав військо в Женеві. Він закликав Дезидерія звільнити захоплені області за викуп, який мав би заплатити Папа, але Дезидерій відмовився.
- У вересні військо Карла Великого двома потоками перейшло через Альпи. В жовтні розпочалася облога Павії, столиці Лангобардського королівства.
- Скориставшись походом Карла Великого в Італію, сакси знову захопили Ересбург.
- Візантійський василевс Костянтин V витіснив булгар із Македонії.